# Nawrócenie księcia Gandii
Nawrócenie księcia Gandii (hiszp. Conversión del duque de Gandía) – obraz olejny hiszpańskiego malarza José Morena Carbonera należący do zbiorów Prado. 

## Okoliczności powstania
Franciszek Borgiasz urodził się w 1510 roku w Gandii, w Walencji. Pochodził z wpływowego rodu Borgiów, otrzymał arystokratyczne wykształcenie i służył na dworze króla Karola V Habsburga. Ożenił się z Leonor de Castro i miał ośmioro dzieci. Jako zaufany człowiek króla, w 1539 roku otrzymał zadanie sprowadzenia ciała zmarłej cesarzowej Izabeli Portugalskiej z Toledo do Grenady. Po przybyciu do miasta Franciszek musiał otworzyć trumnę, aby udowodnić, że zawierała ciało cesarzowej. Widok rozkładającego się ciała niegdyś pięknej władczyni wstrząsnął nim tak, że postanowił „nigdy więcej już nie służyć śmiertelnemu władcy”. Po śmierci żony w 1546 roku wstąpił do nowo powstałego zakonu jezuitów, odrzucając dobra doczesne i tytuły. 
Obraz został namalowany w 1884 roku, kiedy José Moreno Carbonero przebywał na stypendium akademii w Rzymie. Został nagrodzony pierwszym medalem na Krajowej Wystawie Sztuk Pięknych w tym samym roku. Przedstawia scenę nawrócenia św. Franciszka Borgiasza, która stała się częstym tematem dla malarzy (m.in. Święty Franciszek Borgiasz nad ciałem cesarzowej Izabeli Mariana Salvadora Maelli). Moreno Carbonaro przedstawił moment przekazania ciała cesarzowej mnichom w Grenadzie i reakcję Franciszka Borgiasza na widok zmarłej w otwartej trumnie. 

## Opis obrazu
Kompozycja służy budowaniu melodramatycznej narracji. Znaczną część obrazu zajmuje biały katafalk ułożony ukośnie w kierunku pierwszego planu, przyciągający uwagę widza. Jest pokryty grubą, białą tkaniną z haftem cesarskiego orła. Mężczyzna, który otwiera trumnę, zakrywa nos przed nieznośnym odorem rozkładającego się ciała. Cesarzowa ma ręce złożone na piersi, a biały welon zakrywa część jej twarzy. Widoczny profil, pomimo zaawansowanego stanu rozkładu, świadczy o urodzie za życia. Głęboko poruszony książę opiera się na ramieniu zaufanego rycerza, dając wyraz absolutnego oddania swojej władczyni. Jego żona, dama dworu zmarłej cesarzowej, stoi po lewej stronie i ukrywa zapłakaną twarz w dłoniach. U stóp katafalku leży kapelusz księcia, porzucony w afekcie, kiedy poruszony szlachcic oddalił się od trumny. Członkowie dworu prezentują różne uczucia: smutek, przerażenie, ciekawość, przezorność, podczas gdy przedstawiciele kleru pozostają niewzruszeni. Światło, które otacza kryptę, wpada przez duże okno widoczne po lewej stronie oraz z innego miejsca poza kompozycją.

## Proweniencja
W 1884 roku obraz został zakupiony bezpośrednio od jego autora przez Museo de Arte Moderno, którego zbiory włączono do Muzeum Prado w 1971 roku.